# Mauro Nesti
Mauro Nesti (Bardalone, 12 agosto 1935 – Bardalone, 13 novembre 2013) è stato un pilota automobilistico italiano, specializzato nelle cronoscalate su vetture sport prototipo.
In carriera ha conquistato 9 volte il titolo europeo e 17 volte quello italiano, vincendo un totale di oltre 450 gare automobilistiche: i suoi numerosi successi gli sono valsi l'appellativo di "Re delle montagne".

## Biografia
Inizia la sua carriera, non ancora ventenne, nelle competizioni motociclistiche. Nel 1953 partecipa al Campionato Italiano di Velocità nelle Classi 125cc e 250cc a bordo di una MV Agusta. Nel 1955 la MV lo sceglie per condurre le moto ufficiali, ma la carriera di centauro viene fermata dal tragico incidente di quell'anno alla 24 ore di Le Mans che fece interrompere tutte le attività motociclistiche in Europa.
Negli anni sessanta decide di passare alle quattro ruote: nel 1963 partecipa al Campionato Italiano di Velocità al volante di un'Abarth 850 di serie prestatagli dal cugino. In questi anni partecipa anche al campionato italiano di Formula 3 al volante di una Tecno senza però ottenere successi.

Magione, 20 aprile 1981. Nesti (in alto) vincitore della Pasqua del Pilota nella classe 2000 Sport, sul podio con il secondo classificato Gimax.

Nei primi anni settanta le scarse possibilità economiche stavano quasi per spingere Nesti al ritiro dato che non era in grado di acquistare un'auto sufficientemente competitiva per ottenere risultati di rilievo. Fortunatamente arriva uno sponsor che crede in lui, la ditta "CEBORA" di Cadriano (Bologna) specializzata in macchine per la saldatura, e grazie al loro contributo riesce ad acquistare una Chevron 2000 con la quale vince subito la cronoscalata Cesana-Sestriere del 1972. Quello stesso anno vince anche le prime delle sue 14 Rieti-Terminillo e 9 Trento-Bondone. Gli anni successivi sono un susseguirsi di successi, sulle salite d'Italia e d'Europa, come nella impegnativa Sillano-Ospedaletto che vince in tre edizioni consecutive, dal 1973 al 1975, e nella Sarnano-Sassotetto che vince nel 1973. Nesti diventa un beniamino del pubblico grazie anche alla sua simpatia, provata da fulminanti battute pronunciata come questo commento a una sua gara:
(Mauro Nesti)
Dopo la Chevron, Nesti guida una March con la quale però subisce un terribile incidente in cui riporta diverse fratture, rimanendo costretto al riposo per svariati mesi. Nel 1974 passa alla LOLA correndo con le T294, T296 e T298. Gli anni ottanta lo vedono al volante dell'Osella PA/9 con la quale ottiene una straordinaria serie di vittorie assolute. Dal 1993 passa a una Lucchini-BMW 6 cilindri per poi chiudere gli anni novanta al volante di una Breda-BMW. La sua carriera subisce un arresto ponderato quanto repentino: i risultati con la Breda sono al di sotto delle aspettative e tardano ad arrivare; sono stagioni opache, illuminate solo da un paio di successi assoluti. L'incidente del giovane concittadino Fabio Danti durante la Caprino-Spiazzi del 2000, nonché un altro serio crash che lo coinvolge con la Breda/Bmw alla salita del Costo ad Asiago nello stesso anno, scuotono non poco il Re della Montagna che, senza mai tuttavia annunciare il proprio ritiro, decide di abbandonare ogni proposito di continuare a correre ad alti livelli, riapparendo in sporadiche occasioni in alcune gare destinate a vetture di Scaduta Omologazione (VSO).
Torna nel 2007 al volante della sua vecchia Osella PA/9 Bmw, iscrivendosi alle gare di contorno riservate alle auto storiche. Dal 2008, dopo una stagione trascorsa a togliersi la ruggine accumulata in anni di inattività ricomincia a sorprendere addirittura vincendo, fino alla bella età di 75 anni, alcune gare sempre nelle auto storiche, tra le quali la Trento-Bondone, la Lima-Abetone e la Iglesias-S.Angelo in Sardegna. L'ultimo "hurrà" è del 2010 nel Trofeo Vallecamonica (categoria Auto Storiche), poi l'anno successivo chiude la prestigiosa carriera con alcune sporadiche partecipazioni, sempre con l'Osella PA/9 Bmw, alle sue ultime gare in salita tra le quali l'amata "Trento-Bondone".
Colpito da malattia, muore il 13 novembre 2013 all'età di 78 anni.

## Palmarès
- 9 campionati Europei della Montagna (1975, 1976, 1977, 1983, 1984, 1985, 1986, 1987, 1988)
- 4 vice-campione Europeo della Montagna (1973, 1974, 1978, 1979)
- 17 titoli italiani velocità salita (1983 pista e salita)
- 209 vittorie assolute solo in Italia

## Le auto
- 1970 - Fiat Abarth gr.7
- 1971 - AMS 1000
- 1972 - Chevron B21 Ford 1780cc
- 1973 - March 73S BMW
- 1974 - Lola T294 BMW
- 1975 - Chevron B27S DFV - Lola T294 BMW
- 1976 - Chevron B27S DFV - Lola T296 BMW
- 1977 - Chevron B27S DFV - Lola T296 BMW
- 1978 - Lola T296 BMW
- 1979 - Lola T298 BMW
- 1980 - Lola T298 BMW
- 1981 - Osella PA9 BMW
- 1982 - Osella PA9 BMW
- 1983 - Osella PA9 BMW
- 1984 - Osella PA9 BMW
- 1985 - Osella PA9 BMW
- 1986 - Osella PA9 BMW
- 1987 - Osella PA9 BMW, Lucchini S287 BMW
- 1988 - Osella PA9 BMW
- 1989 - Osella PA9 BMW
- 1990 - Osella PA9/90 BMW
- 1991 - Osella PA9/90 BMW
- 1992 - Osella PA9/90 BMW
- 1993 - Lucchini P3-93 BMW
- 1994 - Osella PA9/90 BMW
- 1995 - Osella PA9/90 BMW
- 1996 - Osella PA9/90 BMW
- 1997 - Breda BRP1 BMW
- 1998 - Breda BRP1 BMW
- 1999 - Lucchini P1-98M BMW
- 2000 - Lucchini P1-98M BMW
- 2001 - Osella PA9/90 BMW C3
- 2003, 2004 - Osella PA9/90
- 2007 - Osella PA9/90 BMW
- 2008 - Osella PA9/90 BMW
- 2009 - Osella PA9/90 BMW
- 2010 - Osella PA9/90 BMW
- 2011 - Osella PA 9/90